# Maria Golimowska
Maria Golimowska, z domu Chylińska (ur. 28 sierpnia 1932 w Lachowie) – polska siatkarka, brązowa medalistka olimpijska.
Absolwentka Liceum Pedagogicznego w Ełku. Grając w Legii Warszawa była mistrzynią Polski (1961), dziesięciokrotną wicemistrzynią oraz dwukrotnie brązową medalistką.
W reprezentacji Polski w latach 1955–66 wystąpiła 182 razy. Uczestniczyła w igrzyskach olimpijskich w 1964 w Tokio zdobywając brązowy medal. Z reprezentacją zdobyła także dwukrotnie brązowy medal mistrzostw świata (1956, 1962), srebrny medal mistrzostw Europy w 1963 oraz brązowy w 1958.
Miała opinię zawodniczki wszechstronnej (rozgrywająca i broniąca). Mieszka w Warszawie. Ma dwoje dzieci (Marcin, Małgorzata). Mąż (Marian) jest b. koszykarzem.